# Semidalis grancanariensis
Semidalis grancanariensis is een insect uit de familie van de dwerggaasvliegen (Coniopterygidae), die tot de orde netvleugeligen (Neuroptera) behoort. 
De wetenschappelijke naam Semidalis grancanariensis is voor het eerst geldig gepubliceerd door Ohm & Hölzel in 1999.